# NGC 4536
NGC 4536 (другие обозначения — UGC 7732, MCG 0-32-23, ZWG 14.68, VCC 1562, UM 506, IRAS12318+0227, PGC 41823) — галактика в созвездии Дева.
Этот объект входит в число перечисленных в оригинальной редакции «Нового общего каталога».
В галактике вспыхнула сверхновая SN 1981B типа Ia. Её пиковая видимая звёздная величина составила 12,3.